# Atelognathus solitarius
Atelognathus solitarius је водоземац из реда жаба (Anura) и фамилије Ceratophryidae. 

## Угроженост
Ова врста се сматра рањивом у погледу угрожености врсте од изумирања.

## Распрострањење
Ареал врсте је ограничен на једну државу. 
Аргентина је једино познато природно станиште врсте.

## Станиште
Станиште врсте су слатководна подручја. 